# Prince Motors
Prince Motors Co. Ltd. (chinesisch 太子汽車工業股份有限公司) war ein Automobilhersteller in Taipeh, Taiwan.

## Geschichte

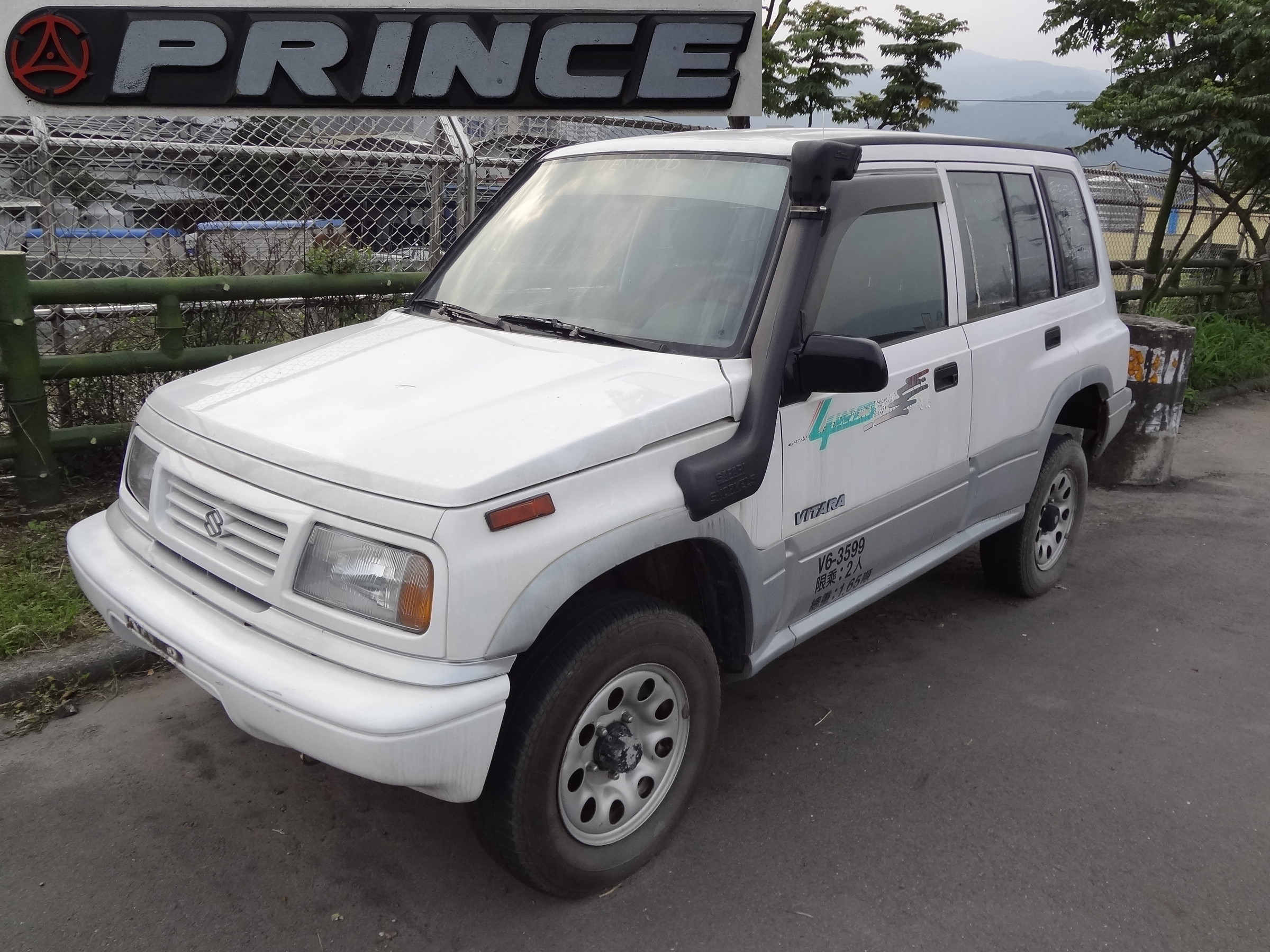
Von Prince Motors hergestellter Vitara

Das Unternehmen wurde 1965 gegründet. Prince Motors montierte Suzuki-Modelle und vertrieb Fahrzeuge der Marken Suzuki und Isuzu. Als Standort der Fertigungsanlage wird Tucheng angegeben, während 2005 die ehemalige Fertigung von Formosa in Tatu übernommen wurde.
Seit 1990 stellte Prince Motors den dreitürigen Suzuki Escudo her, der im Jahr 2000 um den Grand Vitara und um den Landy ergänzt wurde. Weitere Modelle waren ab 2001 der Solio, der Every. Nur von 2000 bis 2002 wurde in Taiwan der Cultus produziert.
In den Jahren 2007 bis 2009 wurde in der Presse über finanzielle Unregelmäßigkeiten und Probleme berichtet. Gleichzeitig fiel die Produktion von rund 15.000 Einheiten im Jahr 2006 auf rund 3800 Fahrzeuge in den ersten zehn Monaten des Jahres 2008.
Im Jahr 2009 vereinbarte Prince Motors eine Montagefertigung für Chery durch seine Tochtergesellschaft Shenrong Auto. Anfang 2012 wurde Prince Motors aufgelöst. Damit beendete auch Suzuki seine 22-jährige Geschäftsbeziehung zu Prince Motors und nahm die 20%ige Beteiligung an Taiwan Suzuki zurück.